# Пятигорский 151-й пехотный полк
151-й пехотный Пятигорский полк — пехотная воинская часть Русской императорской армии.
Полковой праздник — 1 октября.
Старшинство по состоянию на 1914: 6 ноября 1863 года.

## История

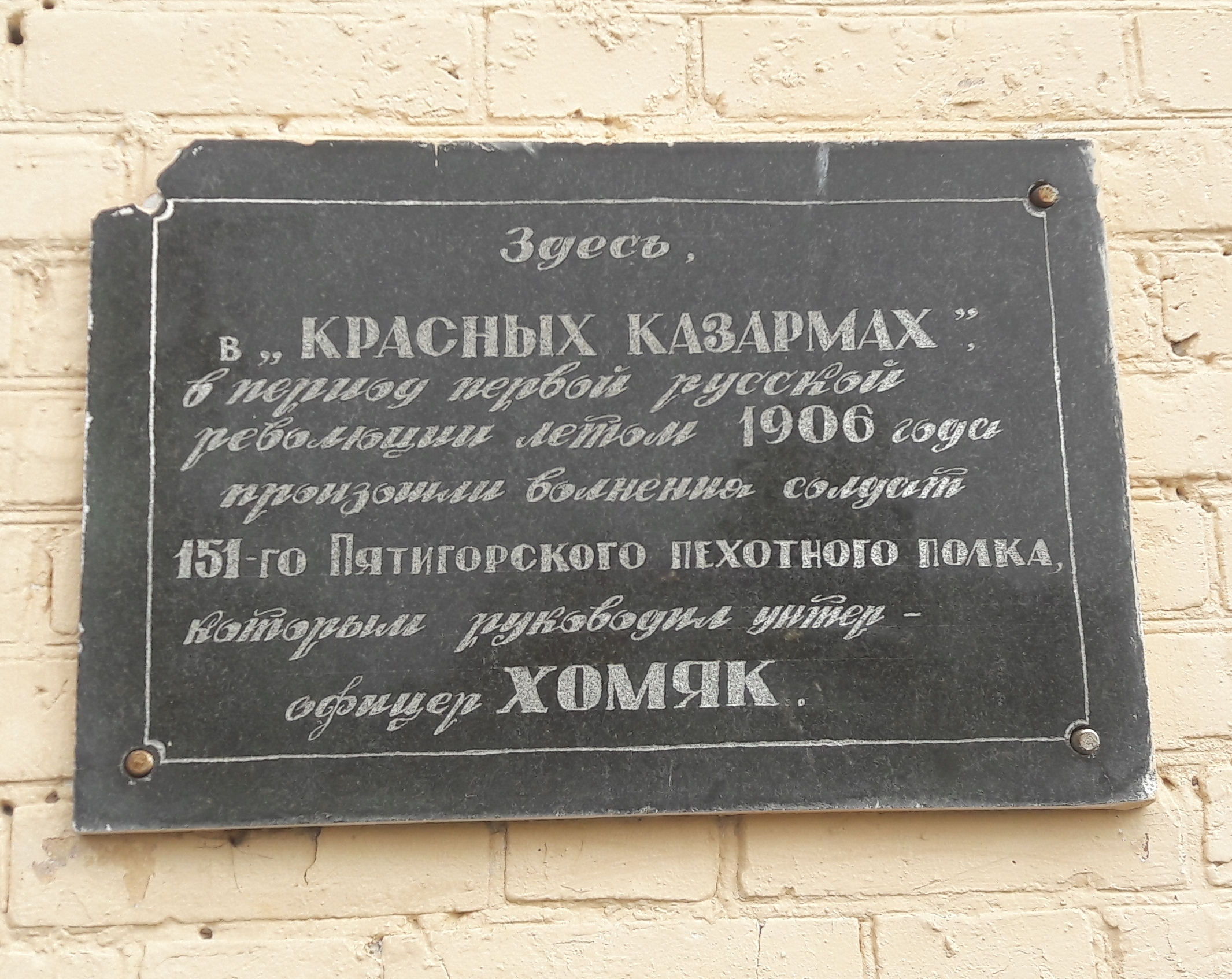
Доска советских времён, установленная в городе Берёза-Картузская, где в 1906 году квартировался 151-й пехотный полк, в память о волнениях среди солдат полка в ходе Первой русской революции

Полк составился из трёх отдельных батальонов в период 1863-1874 годов.
В 1863 сформирован в составе трёх батальонов(впоследствии 1, 2 и 3 батальоны полка) как Пятигорский пехотный полк в Кавказском военном округе.

С 25 марта 1864 — 151-й пехотный Пятигорский полк.

1 августа 1874 к полку присоединён кавказский линейный батальон № 4 , ставший 4-м батальоном полка.

Принимал участие в войне 1877-78 г на кавказском фронте.

13 октября 1878 1, 2 и 4 батальонам полка пожалованы георгиевские знамёна «За взятие Карса 6 ноября 1877»
 и знаки нагрудные для офицеров и головные для нижних чинов с надписью: «За отличие в Турецкую войну 1877 и 1878 годов»

В 1884 установлено общее старшинство батальонов полка  6 ноября 1863 г

В 1894 полк перемещён с Кавказа в Варшавский военный округ.

## 1-й батальон полка
1-м батальоном полка 6 ноября 1863 года стал  5-й резервный батальон Тифлисского гренадерского Его Императорского Высочества Великого Князя Константина Константиновича полка

история батальона

сформирован 14 июля 1841 как 6-й резервный батальон Тифлисского егерского полка

с 6 сентября 1862 — 5-й резервный батальон Тифлисского гренадерского Его Императорского Высочества Великого Князя Константина Константиновича полка
знаки отличия батальона при поступлении в полк. 
- Простое знамя без надписи, полученное при формировании батальона в 1841году.
- Знаки на головные уборы для нижних чинов с надписью «За отличие»,  дарованные 2-му батальону 41-го егерского полка за подвиги в русско-персидской и русско-турецкой войнах 1826—1829 гг

примеч. 2й батальон 41-го егерского полка 21 марта 1834 года вошёл в состав Тифлисского егерского полка как 4-й действующий батальон, был расформирован 6 сентября 1862 года, а его знаки отличия переданы 5-му резервному батальону.

## 2-й батальон полка
2-м батальоном полка  6 ноября 1863 года стал 5-й резервный батальон пехотного Самурского полка
история батальона

батальон был сформирован 9 февраля 1834 года как 4-й действующий батальон пехотного Подольского полка

20 февраля 1845 батальон стал  6-м резервным батальоном пехотного Самурского полка

(реальная передача батальона произошла только 16 декабря 1845 года)

с 6 сентября 1862 — 5-й резервный батальон пехотного Самурского полка
знаки отличия батальона при поступлении в полк. 
- Простое знамя без надписи, полученное при формировании батальона в 1834году.

примеч. В 1838 году на знамя была выдана юбилейная александровская лента в честь столетнего юбилея, 

т. к. батальон был сформирован только из чинов 1, 2 и 3-го батальонов пехотного Подольского полка, 

ведущих своё старшинство с 16 ноября 1705 года от морского полка Балтийского флота(позже солдатская команда Балтийского флота)

(после неоднократных переформирований в 1798 составившего основу Роченсальмского гарнизонного полка, ставшего в 1811 подольским пехотным полком). 

лента сдана в арсенал в 1884 году при установлении общего старшинства батальонов полка.

## 3-й батальон полка
3-й батальон полка был сформирован в 1863 при формировании полка.

история батальона

сформирован 6 ноября 1863 года как 3-й батальон Пятигорского пехотного полка 
знаки отличия батальона при поступлении в полк. 
- Простое знамя без надписи, полученное при формировании батальона в 1863году.

## 4-й батальон полка
4-й батальон полка поступил в состав полка 1 августа 1874 года

история батальона

сформирован 28 ноября 1804 как 2й батальон Владикавказского гарнизонного полка'

19 апреля 1829 Владикавказский гарнизонный полк был разделён на отдельные батальоны. 2й батальон полка назван кавказский линейный батальон № 5 

с 31 августа 1842 кавказский линейный батальон № 2 

с 26 февраля 1845 кавказский линейный батальон № 5 

с 16 декабря 1845 кавказский линейный батальон № 4 

1 августа 1874 года поступил в состав 151-го пехотного Пятигорского полка, где составил его 4й батальон
В 1804-1816 стоял на Кавказской линии.

В 1817-1824 участвовал в покорении Кавказа Ермоловым.

В 1827-1864 участвовал в подавлении Кавказского мятежа.
знаки отличия батальона при поступлении в полк
- Простое знамя без надписи, полученное 13 января 1805 из числа знамён, пожалованных Владикавказскому гарнизонному полкуу.
- Знаки нагрудные для офицеров и головные для нижних чинов с надписью: «За отличие при покорении Западного Кавказа в 1864 году» (в стрелковой, а позже 1й роте батальона)
- Знаки нагрудные для офицеров и головные для нижних чинов с надписью: «За отбитие штурма на укрепление Химкеты 14 июня 1862 года и за отличие при покорении Западного Кавказа в 1864 году» (в остальных ротах батальона)

## Командиры полка
- 12.12.1863 — 30.08.1869 — полковник Рукевич, Аполлинарий Фомич
- 01.10.1869 — 09.01.1877 — полковник Мищенко, Иван Кузьмич
- 09.01.1877 — 22.12.1877[1] — полковник Бучкиев, Михаил Борисович
- 22.12.1877 — 06.05.1890 — полковник князь Микеладзе, Алмасхан Отиевич
- 26.05.1890 — 22.01.1896 — полковник (с 14.11.1894 генерал-майор) Энгель, Константин Иванович
- 06.02.1896 — 23.06.1896 — полковник Поляков, Владимир Алексеевич
- 23.07.1896 — 13.12.1896 — полковник Рузский, Николай Владимирович
- 16.12.1896 — 26.04.1899 — полковник Евреинов, Михаил Дмитриевич
- 04.06.1899 — 30.06.1903 — полковник Пржецлавский, Александр Северинович
- 07.07.1903 — 03.06.1906 — полковник Чижов, Михаил Иванович
- 06.07.1906 — 20.07.1907 — полковник Антонович, Аркадий Францевич
- 07.08.1907 — 17.11.1909 — полковник Маслаковцев, Константин Константинович
- 29.12.1909 — 17.02.1911 — полковник Илинский, Сергей Петрович
- 01.04.1911 — 26.04.1915[2] — полковник Вавилов, Василий Григорьевич
- 19.05.1915 — 20.04.1916 — полковник Чистяков, Иван Дмитриевич
- 27.04.1916 — 13.01.1917 — полковник Андогский, Александр Иванович
- 09.02.1917 — 26.05.1917 — полковник Булюбаш, Евгений Григорьевич
- 6.05.1917 — хх.хх.хххх — полковник Цыпин, Лев Александрович

## Знаки отличия полка к 1914
- георгиевское знамя 1878 года с надписью «За взятие Карса 6 ноября 1877» (пожалованное 1-му батальону полка)
- знаки нагрудные для офицеров и головные для нижних чинов с надписью: «За отличия в войнах: с Персиею 1826 и 1827, и Турциею  в 1828—1829 и 1877—1878 годах»(в 1-м батальоне)
- знаки нагрудные для офицеров и головные для нижних чинов с надписью: «За отличие в Турецкую войну 1877 и 1878 годов»(во 2-м и 3-м батальонах)
- Знаки нагрудные для офицеров и головные для нижних чинов с надписью: «За отличия при покорении Западного Кавказа в 1864 году и в Турецкую войну 1877 и 1878 годов» (в 1-й роте 4-го батальона)
- Знаки нагрудные для офицеров и головные для нижних чинов с надписью: «За отбитие штурма на укрепление Химкеты 14 июня 1862 года и за отличия при покорении Западного Кавказа в 1864 году и в Турецкую войну 1877 и 1878 годов» (в остальных ротах 4-го батальона)

## примечание
Все даты приведены по старому стилю